# L'Appât (film, 1976)
Pour les articles homonymes, voir L'Appât.
Pour plus de détails, voir Fiche technique et Distribution.
L'Appât (Zerschossene Träume) est un film policier italo-franco-austro-ouest-allemand réalisé par Peter Patzak et sorti en 1976.

## Synopsis
À Vienne dans les années 1970, le jeune Ken est au milieu de sa formation d'officier de police. Son penchant bisexuel l'amène à se mettre sous la dépendance d'un propriétaire de boîte de nuit dont le nom n'est pas précisé et qui a des liens avec la pègre. D'une part, cet homme homosexuel et nettement plus âgé que lui le réclame comme amant, d'autre part, il exige que Ken fasse également jouir sexuellement Carol, une femme d'affaires calculatrice et nymphomane. Le policier en herbe se voit bientôt dans la situation d'être non seulement mais aussi particulièrement déterminé sexuellement par autrui, et cela commence à l'indisposer.
Ken ne veut pas de cette vie, il veut mener une vie normale, devenir un bon policier et ne pas devenir aussi corrompu que son propre père autrefois. La toute jeune Gerda, qui croise sa route, pourrait être la perspective d'un nouveau départ, mais il semble bientôt trop tard pour faire machine arrière. Lorsqu'un ancien mécène tente de le faire chanter pour qu'il ferme discrètement les yeux sur une vente d'armes illégale en cours, Ken commence à bouillonner. Le jeune homme ne voit plus que la possibilité de briser ses chaînes par un coup de libération explosif. Dans son élan, Ken abat quatre gangsters de la pègre et meurt lui-même dans un attentat terroriste.

## Fiche technique
- Titre français : L'Appât[1]
- Titre original allemand : Zerschossene Träume ou Der Köder[2]
- Titre italien : Spara ragazzo spara[3]
- Réalisateur : Peter Patzak
- Scénario : Peter Patzak
- Photographie : Heinz Hölscher
- Montage : Wolfgang Schacht
- Musique : Richard Schönherz, Manuel Rigoni
- Décors : Bernard Evein
- Production : Sergio Gobbi, Artur Brauner, Günther Köpf
- Sociétés de production : Paris-Cannes Production, CCC Filmkunst, Victoria Film, Arden Distribuzione
- Pays de production :  Autriche,  Allemagne de l'Ouest,  France,  Italie
- Langue originale : allemand
- Format : couleur par Technicolor - 2,35:1 - Son mono - 35 mm
- Durée : 99 minutes
- Genre : drame policier
- Dates de sortie :
  - Italie : 20 août 1976
  - France : 19 janvier 1977

## Distribution
- Yves Beneyton : Ken
- Raymond Pellegrin : le patron
- Carroll Baker : Carol
- Mathieu Carrière : l’associé
- Christine Böhm : Gerda
- Hans Christian Blech : Frank
- Karl-Michael Vogler : l’officier de police
- Dora Doll : Lisa
- André Heller : l'animateur

## Production et exploitation
L'Appât a été tourné entre le 5 juin et le 19 juillet 1975 à Vienne et a été présenté pour la première fois le 20 août 1976 à Düsseldorf. La première autrichienne a eu lieu le 3 septembre 1976 à Vienne.